# Ragnar Granit
Ragnar Arthur Granit (Riihimäki, 30 de outubro de 1900 — Estocolmo, 12 de março de 1991) foi um cientista finlandês-sueco que recebeu o Prêmio Nobel de Fisiologia ou Medicina em 1967 junto com Haldan Keffer Hartline e George Wald por suas descobertas sobre os processos visuais fisiológicos e químicos primários no olho.

## Juventude e educação
Ragnar Arthur Granit nasceu em 30 de outubro de 1900 em Riihimäki, Finlândia, na época parte do Império Russo, em uma família finlandesa de língua sueca. Granit foi criado em Oulunkylä, um subúrbio da capital finlandesa de Helsinque, e frequentou o Liceu Normal Sueco em Helsinque.
Granit se formou na Faculdade de Medicina da Universidade de Helsinque em 1927.

## Carreira e pesquisa
Em 1940, quando a Finlândia se tornou alvo de um ataque soviético massivo durante a Guerra de Inverno, Granit buscou refúgio - e um ambiente pacífico para seus estudos e pesquisas - em Estocolmo, capital da vizinha Suécia, aos 40 anos. Em 1941, Granit recebeu a cidadania sueca, o que lhe permitiu viver e continuar seu trabalho sem se preocupar com a Guerra de Continuação, que durou na Finlândia até 1945. Granit tinha orgulho de suas raízes finlandês-suecas e permaneceu um patriótico finlandês-sueco ao longo de sua vida, mantendo casas na Finlândia e na Suécia após o Armistício de Moscou terminou a Guerra de Continuação e garantiu a independência da Finlândia.
Granit foi professor de neurofisiologia no Instituto Karolinska de 1946 até sua aposentadoria em 1967.

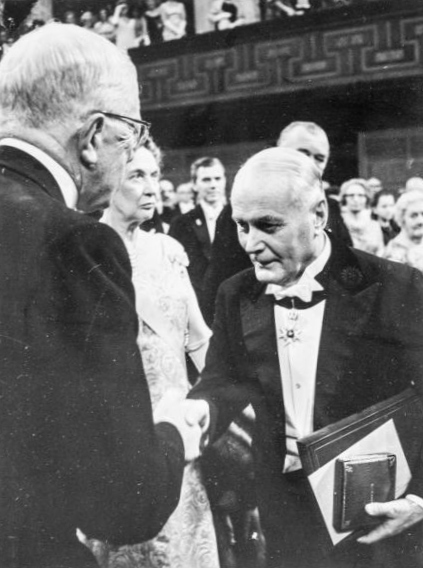
Ragnar Granit recebendo o Prêmio Nobel do rei Gustavo VI Adolfo da Suécia.

## Prêmios e homenagens
Em 1960, Granit foi eleito Membro Estrangeiro da Royal Society.
Em 1967 foi agraciado com o Prêmio Nobel de Fisiologia ou Medicina. Granit disse que ele foi um ganhador do Nobel "cinquenta por cento" finlandês e sueco.

## Morte
Granit morreu em 12 de março de 1991 em Estocolmo, aos 90 anos. Granit e sua esposa Marguerite, falecida no mesmo ano, foram sepultados em um cemitério de igreja na ilha finlandesa de Korpo.